# تی آندرومدا
تی آندرومدا یک ستاره است که در صورت فلکی آندرومدا قرار دارد.